# Aaron Hernandez
Aaron Josef Hernandez (Bristol, 6 novembre 1989 – Leominster, 19 aprile 2017) è stato un giocatore di football americano statunitense che ha militato nel ruolo di tight end per i New England Patriots della National Football League (NFL).
Il 15 aprile 2015 fu riconosciuto colpevole di omicidio di primo grado e condannato all'ergastolo. Il 19 aprile 2017 fu trovato morto all'età di 27 anni dopo essersi impiccato in una cella della prigione del Souza Baranowski Correction Center, a Shirley, nel Massachusetts.

## Carriera professionistica

### New England Patriots
Dopo avere giocato al college a football all'Università della Florida, Hernandez fu scelto nel draft NFL 2010 dai New England Patriots durante il quarto giro (113º assoluto). Il giorno precedente, i Patriots avevano scelto un altro tight end, Rob Gronkowski. Poco dopo essere selezionato nel draft, il Boston Globe riportò che Hernandez aveva ammesso l'uso di marijuana fallendo diversi test al college, causando la sua scelta così in basso nel draft. In seguito, nel corso di quella giornata, i Patriots rilasciarono un comunicato da Hernandez, che disse di aver fallito un solo test college e di averne già messo al corrente gli scout della NFL interessati.
Hernandez firmò un contratto quadriennale l'8 giugno 2010. Il contratto incluse un bonus alla firma di 200 000 dollari, meno della metà del bonus ricevuto dal kicker scelto dai Patriots Stephen Gostkowski al quarto giro del draft 2006. Per compensare il ridotto bonus alla firma, l'accordo incluse una serie di bonus che avrebbero fruttato altri 700 000 dollari ad Hernandez.

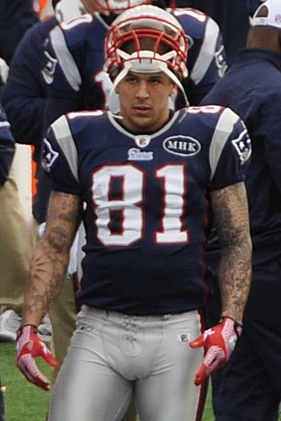
Hernandez con la maglia dei Patriots

#### Stagione 2010
Hernandez iniziò la stagione 2010 come il più giovane giocatore nei roster attivi di tutte le squadre NFL. Nella settimana 2, contro i New York Jets, ricevette 6 passaggi per 101 yard, rendendolo il più giovane giocatore dal 1960 a ricevere 100 yard in una singola partita. Nella vittoria della settimana 3 sui Buffalo Bills, Hernandez guidò i ricevitori dei Patriots con 6 prese per 65 yard ed una corsa da 13 yard. Nella sconfitta della settimana 9 coi Cleveland Browns, Hernandez segnò il suo primo touchdown su ricezione su un passaggio da 1 yard di Tom Brady, aggiungendone un altro nel corso della partita. Nella settimana 15, Hernandez catturò 2 passaggi da touchdown da Brady nella vittoria sui Green Bay Packers, guadagnandosi il premio di rookie della settimana. Terminò la stagione 2010 con 45 ricezioni per 563 yard e 6 touchdown in 14 gare giocate (7 da titolare).

#### Stagione 2011
Fino alla settimana 15, Hernandez giocò in 12 partite dei Patriots su 14, iniziandone 10; per la seconda stagione consecutiva, Hernandez saltò due gare di stagione regolare a causa di un infortunio al ginocchio. Egli stabilì il suo record in carriera nella settimana 15, contro i Denver Broncos, con 9 prese per 129 yard ed un touchdown.
Hernandez ed il compagno di squadra Rob Gronkowski furono i primi tight end nella storia della NFL a segnare almeno 5 touchdowns in stagioni consecutive per la stessa squadra; entrambi si classificarono tra i primi 20 ricevitori come numero di prese.
Nei playoff, i suoi Patriots si sbarazzarono prima dei Broncos nel divisional round e poi dei Baltimore Ravens nella finale della AFC, giungendo a disputare il suo primo Super Bowl. La corsa verso il titolo dei Patriots si fermò il 5 febbraio 2012, venendo sconfitti contro i New York Giants 21-17, con Hernandez che segnò un touchdown su passaggio di Brady.

#### Stagione 2012
Il 27 agosto 2012, poco prima dell'inizio della stagione regolare, il giocatore firmò un prolungamento quinquennale coi Patriots del valore di 37,5 milioni di dollari totali.
Il 9 settembre, Hernandez e i Patriots debuttarono con una vittoria contro i Tennessee Titans nella nuova stagione. Aaron ricevette 6 passaggi per 59 yard, segnando un touchdown su ricezione. Nella seconda gara della stagione contro gli Arizona Cardinals, Hernandez si infortunò alla caviglia forzandolo a un previsto stop di due mesi. A dispetto delle previsioni, Aaron tornò già nella settimana 6 in cui i Patriots sprecarono un vantaggio di 13 punti coi Seattle Seahawks perdendo 24-23 e segnando un touchdown.
Con la sesta vittoria consecutiva, nella settimana 13 i Patriots si assicurarono l'undicesimo titolo di division dal 2001 battendo i Dolphins, col tight end che ricevette 97 yard. Nel Monday Night Football successivo Aaron contribuì alla vittoria contro gli Houston Texans, la squadra col miglior record della lega, segnando 2 touchdown e ricevendo 58 yard .
La domenica successiva, il quinto touchdown stagionale e 92 yard ricevute da Aaron non riuscirono ad evitare la sconfitta contro i San Francisco 49ers.
Nel divisional round dei playoff, Hernandez ricevette 85 yard coi Patriots che batterono facilmente gli Houston Texans. La corsa dei Patriots si arrestò nella finale della AFC perdendo in casa contro i Ravens in cui Aaron ricevette 83 yard. A fine anno fu classificato al numero 77 nella classifica dei migliori cento giocatori della stagione.
Il 26 giugno 2013, Hernandez fu svincolato in seguito all'arresto nell'ambito di un'indagine per omicidio.

## Cause legali
Nel 2012, Hernandez ha riferito al suo agente di aver ottenuto il suo rispetto attraverso l'uso delle armi. Dopo la sua morte, il suo compagno di squadra e "amante" del liceo disse che essere stato arruolato dai Patriots "era la cosa peggiore che la NFL avrebbe potuto fare" perché lo rimise in stretta vicinanza con gli amici criminali che aveva in Connecticut. Con i Patriots, Hernandez assunse due suoi amici da Bristol, entrambi i quali avevano precedenti penali, come assistenti. Uno di questi, Alexander S. Bradley, era il suo spacciatore. In qualità di assistente di Hernandez, gli altri doveri di Bradley includevano il calmare Hernandez durante attacchi di rabbia e paranoia e ottenere armi per lui. Hernandez tenne inoltre segreto un secondo appartamento della sua fidanzata Shayanna Jenkins che usò per conservare droga e armi.

### Rissa nel bar a Gainesville nel 2007
Il 28 aprile 2007, secondo un rapporto della polizia di Gainesville, in Florida, il diciassettenne Hernandez ha consumato due bevande alcoliche in un ristorante con Tim Tebow, si è rifiutato di pagare il conto ed è stato scortato da un impiegato del ristorante. Mentre il manager si allontanava, Hernandez lo "colpì con un pugno" sul lato della testa, rompendogli il timpano.
La polizia arrivata sul posto ha chiamato Urban Meyer e Meyer ha chiamato Huntley Johnson, l'avvocato difensore non ufficiale della squadra. La vittima in seguito disse alla polizia che era stato contattato da avvocati e dalla squadra e che era stato risolto un accordo, cosa che la squadra negò. L'incidente è stato risolto in via stragiudiziale con un accordo di rinvio differito.

### Rissa a Plainville nel 2011
Alle 3:45 del 30 aprile 2011, la polizia ha risposto a uno scontro davanti alla casa in affitto di Hernadez a Plainville, nel Massachusetts. Un amico del liceo era stato fermato la sera dopo aver riportato Hernandez a casa da un bar di Boston. L'autista stava entrando e uscendo dalle corsie e viaggiando a 120 miglia in una zona di lavoro e su un'autostrada con un limite di velocità di 55 miglia. Il poliziotto che ha fermato l'auto non ha arrestato l'autista perché ha riconosciuto Hernandez sul sedile del passeggero. Anche la polizia di Plainville riconobbe Hernandez e non fece trapelare la vicenda.

### Incidente in California nel 2013
Hernandez ha viaggiato in California con la fidanzata Jenkins e la loro giovane figlia nel 2013 per sottoporsi a un intervento chirurgico alla spalla. Mentre era lì, Jenkins chiamò la polizia due volte in meno di una settimana, sostenendo che Hernandez era ubriaco e violento. Nel primo incidente, Hernandez mise la mano attraverso una finestra. Il fratello e gli amici di Hernandez in seguito dissero che nell'appartamento in affitto c'erano droghe e armi, ma la polizia decise che Jenkins e la bambina non erano in pericolo e non perquisirono mai i locali.

## Assassinio di Odin Lloyd
La casa di Hernandez a North Attleborough, Massachusetts, fu perquisita dalla polizia il 18 giugno 2013, per più di due ore, nell'ambito di un'indagine per omicidio di un collega, Odin Lloyd. La Polizia di Stato del Massachusetts ottenne tre mandati di perquisizione per la casa di Hernandez dopo aver appreso che presumibilmente questi aveva "distrutto intenzionalmente" il suo sistema video interno di sorveglianza. Inoltre, un telefono cellulare di proprietà di Hernandez fu consegnato alla polizia "in pezzi" dal suo avvocato.
Il 20 giugno 2013, il Boston Herald riportò che Hernandez era stato "allontanato" dal Gillette Stadium dai Patriots. Secondo NFL.com, il proprietario dei Patriots Robert Kraft decise di chiedere ad Hernandez di lasciare lo stadio perché non voleva che il Gillette diventasse "il sito di sorveglianza dei media".
Il 26 giugno 2013, Hernandez fu preso in custodia dalla polizia, venendo prelevato a casa in manette. I Patriots quello stesso giorno svincolarono il giocatore che poche ore dopo fu formalmente accusato di omicidio.
Il 15 aprile 2015 venne condannato per omicidio di primo grado dalla Bristol County Superior Court in Massachusetts.

## Prigione
Il Boston Globe descrisse Hernandez come "stranamente contento" mentre era in prigione, un atteggiamento che confondeva la sua fidanzata. Disse a sua madre che "sono stato più rilassato e meno stressato in prigione di quanto non abbia fatto fuori di prigione." Fu tuttavia punito in più occasioni per aver infranto le regole della prigione, incluso urlare e bussare alla porta della sua cella. Nel corso dei suoi quattro anni dietro le sbarre, si rivolse sempre più alla Bibbia e divenne più religioso. The Globe disse che i funzionari della prigione "sembravano chiudere un occhio al consumo di droga di Hernandez".
Hernandez poteva parlare al telefono con Shayanna Jenkins, e spesso lo faceva due volte al giorno, ma stava affrontando accuse di spergiuro legate al suo arresto. Vide sua figlia solo quando la madre di Jenkins la portò. Mentre era in prigione, si riconciliò con sua madre, dalla quale era stato separato per molti anni.
Mentre era detenuto nel carcere della contea di Bristol, Hernandez era tenuto in un'unità segregata, una "sezione particolarmente cupa" che normalmente ospitava i malati di mente e i violenti. Ha chiesto di uscire dalla segregazione, ma lo sceriffo Thomas M. Hodgson non lo avrebbe permesso. Hernandez credeva che Hodgson sfruttasse la sua incarcerazione per pubblicità.
Dopo la sua condanna per l'omicidio di Lloyd, Hernandez è stato trasferito al Centro correttivo di Souza-Baranowski, un carcere di massima sicurezza dove i detenuti in genere trascorrono 20 ore al giorno nelle loro celle. Nei due anni trascorsi in prigione, è stato disciplinato dozzine di volte. Mentre era in prigione, Hernandez ha continuato ad allenarsi e ha anticipato il ritorno alla NFL.
Due giorni prima della sua morte, la giornalista Michelle McPhee è apparsa nello show di Kirk e Callahan, durante il quale lei e i due padroni di casa hanno insinuato che Hernandez fosse gay. È stato suggerito che questa uscita potrebbe aver avuto un ruolo nel suicidio di Hernandez.

## Morte
Il 19 aprile 2017, alle 09:05 (ora italiana), cinque giorni dopo che Hernandez è stato assolto dal doppio omicidio di Boston del 2012 di Daniel de Abreu e Safiro Furtado, gli agenti di correzione hanno scoperto Hernandez appeso alle lenzuola dalla sua finestra nella sua cella al Souza -Baranowski Correctional Center di Lancaster, Massachusetts. È stato trasportato al UMass Memorial Hospital-Leominster, dove è stato dichiarato morto alle 10:07 del mattino. Analisi confermarono che aveva fumato K2, un farmaco associato alla psicosi, nelle 30 ore precedenti la sua morte.
Il portavoce del Dipartimento di Correzione dello Stato Christopher Fallon ha detto per la prima volta che non è stata trovata alcuna nota suicida nella ricerca iniziale. Fu trovato uno shampoo sul pavimento, il cartone era incastrato sotto la porta della cella per rendere difficile l'ingresso di qualcuno, e c'erano dei disegni di sangue sui muri che mostravano una piramide incompiuta e l'occhio onniveggente di Dio, con la parola Illuminati scritta in maiuscolo sotto. Il 20 aprile 2017, gli investigatori hanno riferito che tre note scritte a mano erano accanto a una Bibbia aperta a Giovanni 3:16 e che "Giovanni 3:16" era scritto sulla sua fronte con un inchiostro rosso.

## Danno cerebrale
Dopo la sua morte, i ricercatori dell'Università di Boston hanno studiato il cervello di Hernandez e gli hanno diagnosticato un'encefalopatia traumatica cronica (CTE), stadio 3 di 4, e hanno descritto il cervello di Hernandez come un classico caso della patologia. La CTE è causato da ripetuti traumi cranici. Hernandez ha avuto due commozioni cerebrali confermate da quando ha iniziato a giocare a football a otto anni, ma il Boston Globe crede che "senza dubbio ha subito altri colpi punitivi alla testa che non sono mai stati registrati". La CTE è associata a lesioni cumulative. In una conversazione telefonica registrata in prigione, Hernandez disse "Sono come un vecchio. Tutte le mie ossa sono così doloranti".
I ricercatori hanno suggerito che la CTE, che si traduce in scarso giudizio, inibizione degli impulsi o aggressività, rabbia, paranoia, volatilità emotiva e comportamenti di rabbia, potrebbe spiegare alcuni degli atti criminali di Hernandez e altri comportamenti. Sam Gandy del Mount Sinai Hospital di New York ha dichiarato: "È impossibile per me esaminare la gravità della CTE e il cervello del signor Hernandez e non pensare che ciò abbia avuto un profondo effetto sul suo comportamento". Hernandez soffriva di emicrania in prigione e aveva problemi di memoria. Jose Baez ha scritto di aver visto sintomi coerenti con la CTE sin dai suoi primi incontri con Hernandez, Hernandez a volte mostrava una profonda comprensione e capacità di osservazione, mentre altre volte aveva lacune nella memoria che erano molto insolite per un giovane.
Dopo il rilascio della dichiarazione della Boston University, la fidanzata e la figlia di Hernandez hanno fatto causa ai Patriots e alla NFL per aver causato la morte di Hernandez e privare sua figlia della compagnia di suo padre, sostenendo che la carriera della NFL di Hernandez aveva causato quello che i ricercatori descrivevano come "il caso più grave di CTE visto dal punto di vista medico" in una persona alla sua età. La causa è stata respinta nel febbraio 2019.

## Nei media
L'arresto, la condanna e la morte di Hernandez hanno attirato molta attenzione da parte dei media, soprattutto a causa delle crescenti preoccupazioni per la Encefalopatia traumatica cronica negli atleti. La sua vita è stata al centro di un'indagine del Boston Globe Spotlight Team 2018 e di un podcast chiamato "Gladiator: Aaron Hernandez & Football, Inc.".
Un documentario di Netflix intitolato Killer Inside: The Mind of Aaron Hernandez è uscito il 15 gennaio 2020.

## Palmarès

### Franchigia
- American Football Conference Championship: 1

New England Patriots: 2011
- Campione NCAA: 1

Florida Gators: 2009

### Individuale
- Convocazioni al Pro Bowl: 1

2011
- Rookie della settimana: 1

15ª della stagione 2010